# Plaque lunaire

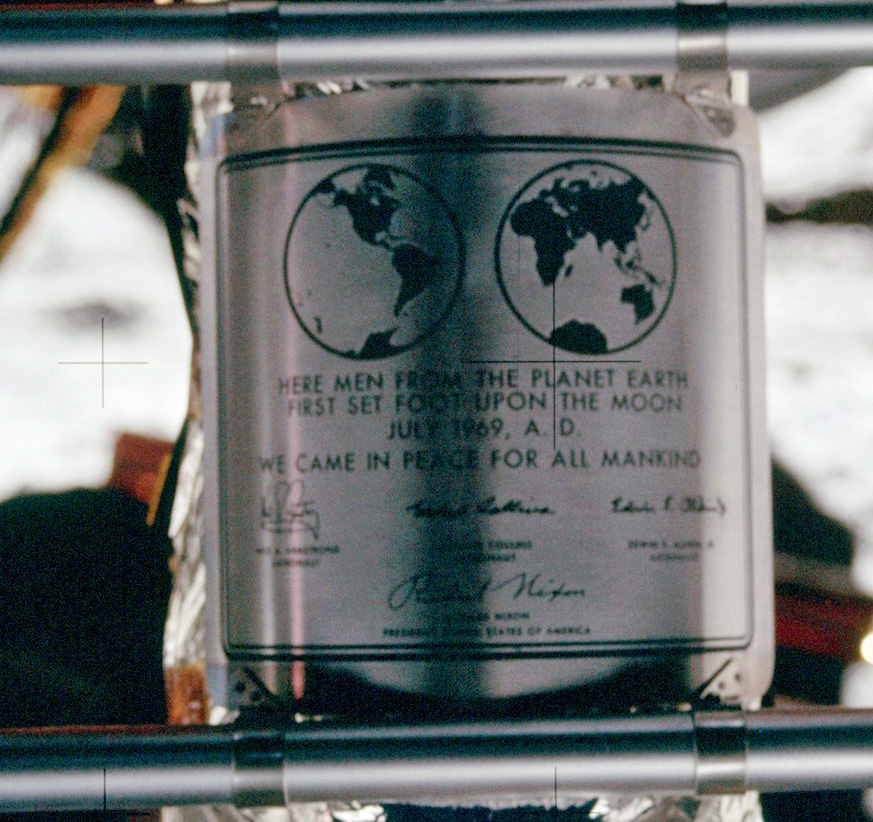
Plaque d'Apollo 11 avec les signatures de Neil Armstrong, Michael Collins, Buzz Aldrin et du président des États-Unis Richard Nixon.

Les plaques lunaires sont des plaques commémoratives (en acier inoxydable ; de 22,9 sur 19,4 cm) fixées sur la partie basse des modules lunaires du programme Apollo, entre les missions Apollo 11 et Apollo 17. Destinées à être laissées sur le sol lunaire, ces plaques étaient à l'initiative du chef des services techniques de la National Aeronautics and Space Administration (Nasa) Jack Kinzler, qui supervisait leur production.
Toutes les plaques portent des reproductions des signatures des astronautes participants. Pour cette raison, une plaque supplémentaire a dû être fabriquée pour Apollo 13 en raison du remplacement tardif d'un membre de l'équipage. La première plaque (Apollo 11) et la dernière (Apollo 17) portent une reproduction de la signature du président des États-Unis Richard Nixon, ainsi que des références au début et à la fin des « premières explorations de la Lune par l'Homme » et des expressions de paix « pour toute l'humanité ».
À l'exception de la plaque d'Apollo 12 (à la texture également différente), elles portent toutes des images des deux hémisphères de la Terre, la plaque d'Apollo 17 montrant de plus le globe lunaire, sur lequel sont repérés les six sites d'alunissage du programme Apollo.
Toutes les plaques ont été laissées sur la Lune, à l'exception de la paire de la mission Apollo 13, son module n'ayant pas atterri sur la Lune.

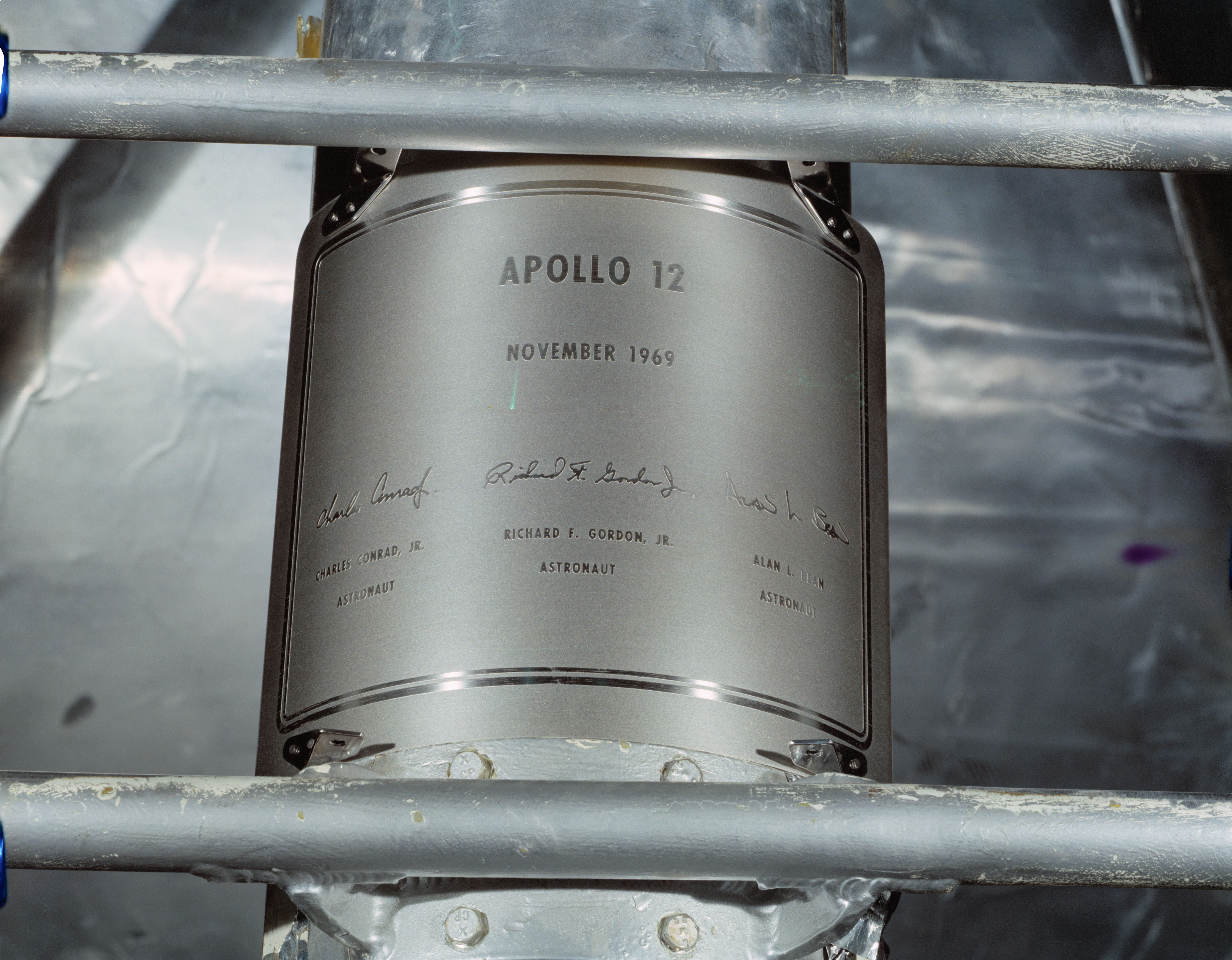
Apollo 12
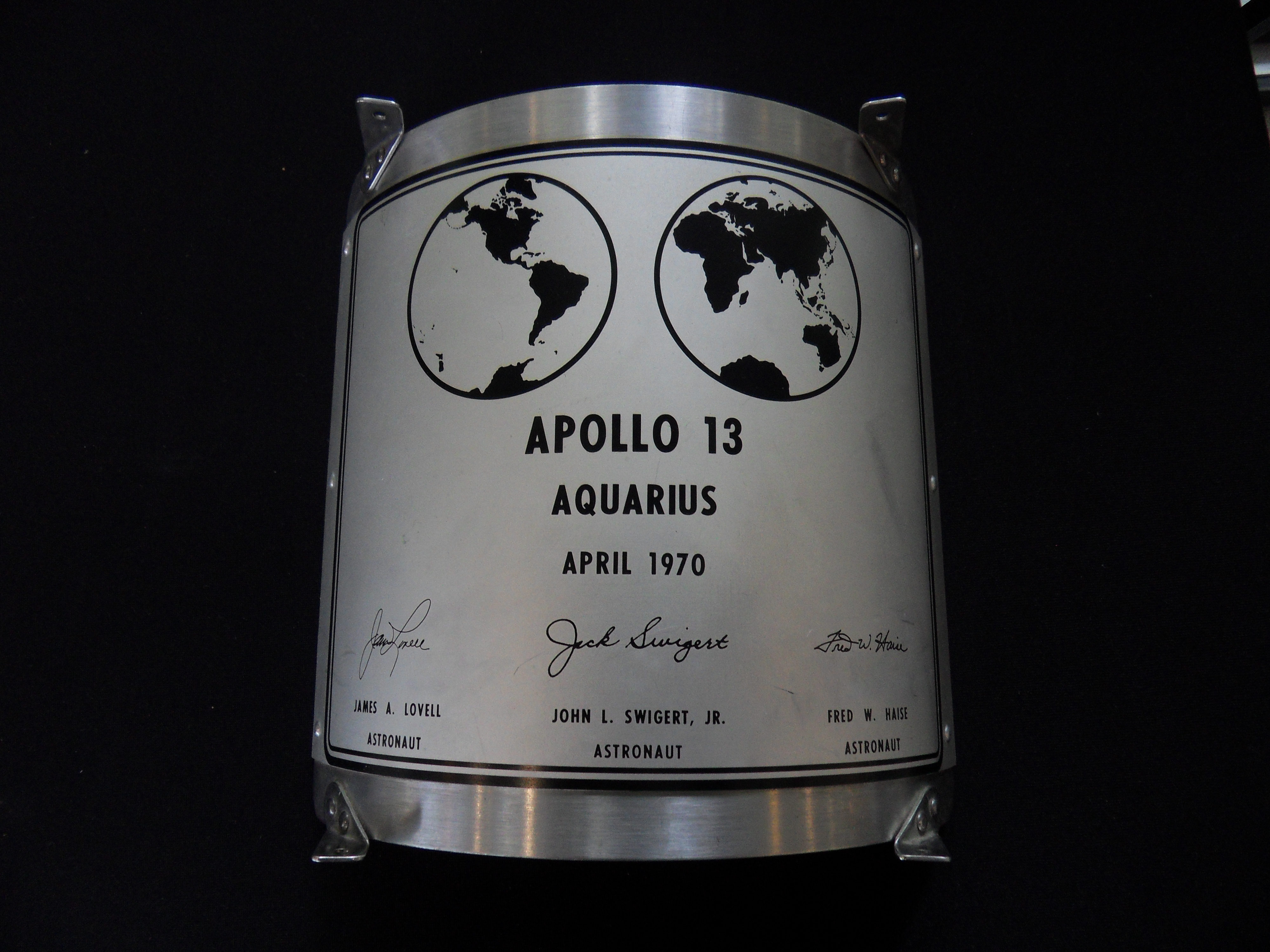
Apollo 13 (seconde version)
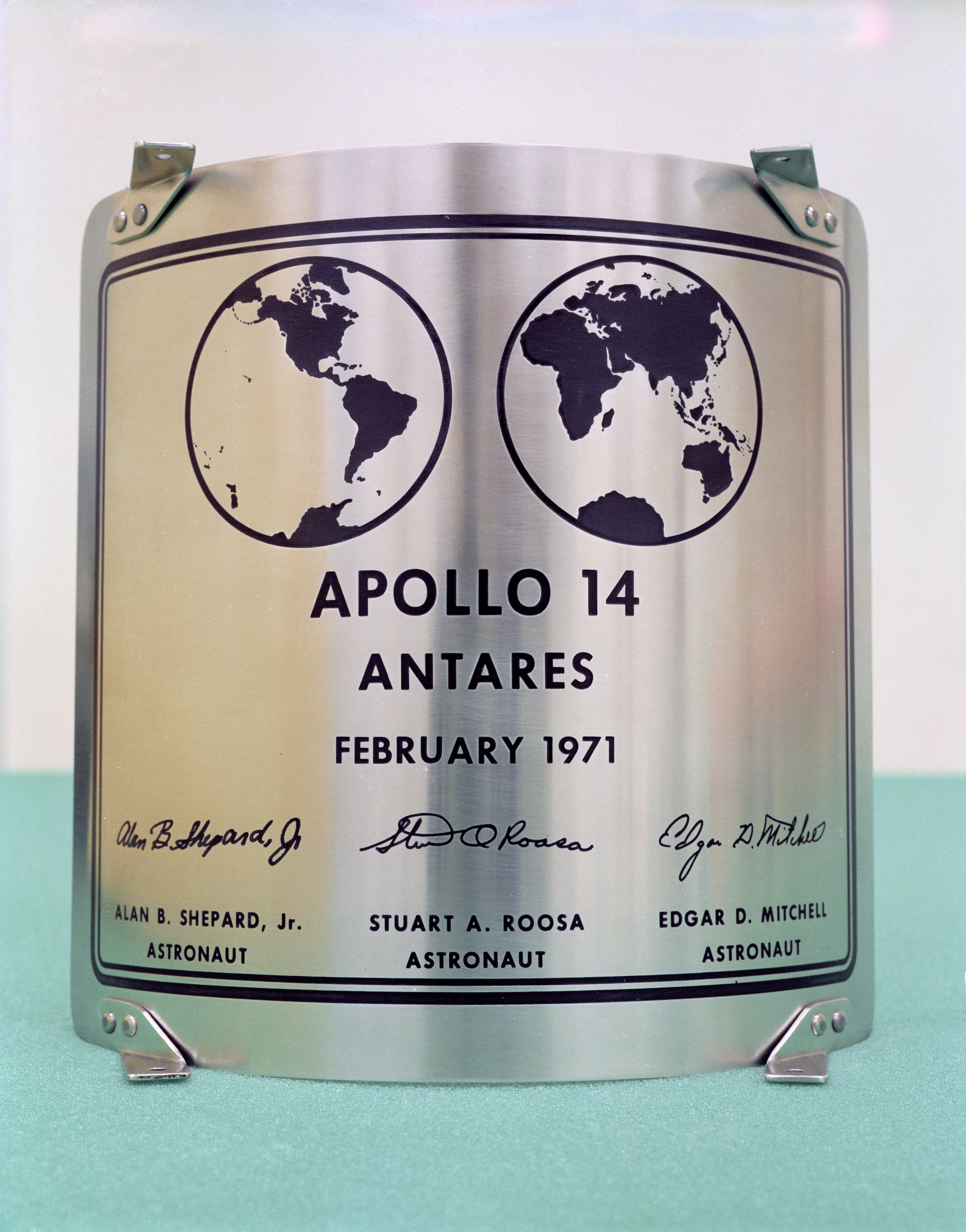
Apollo 14
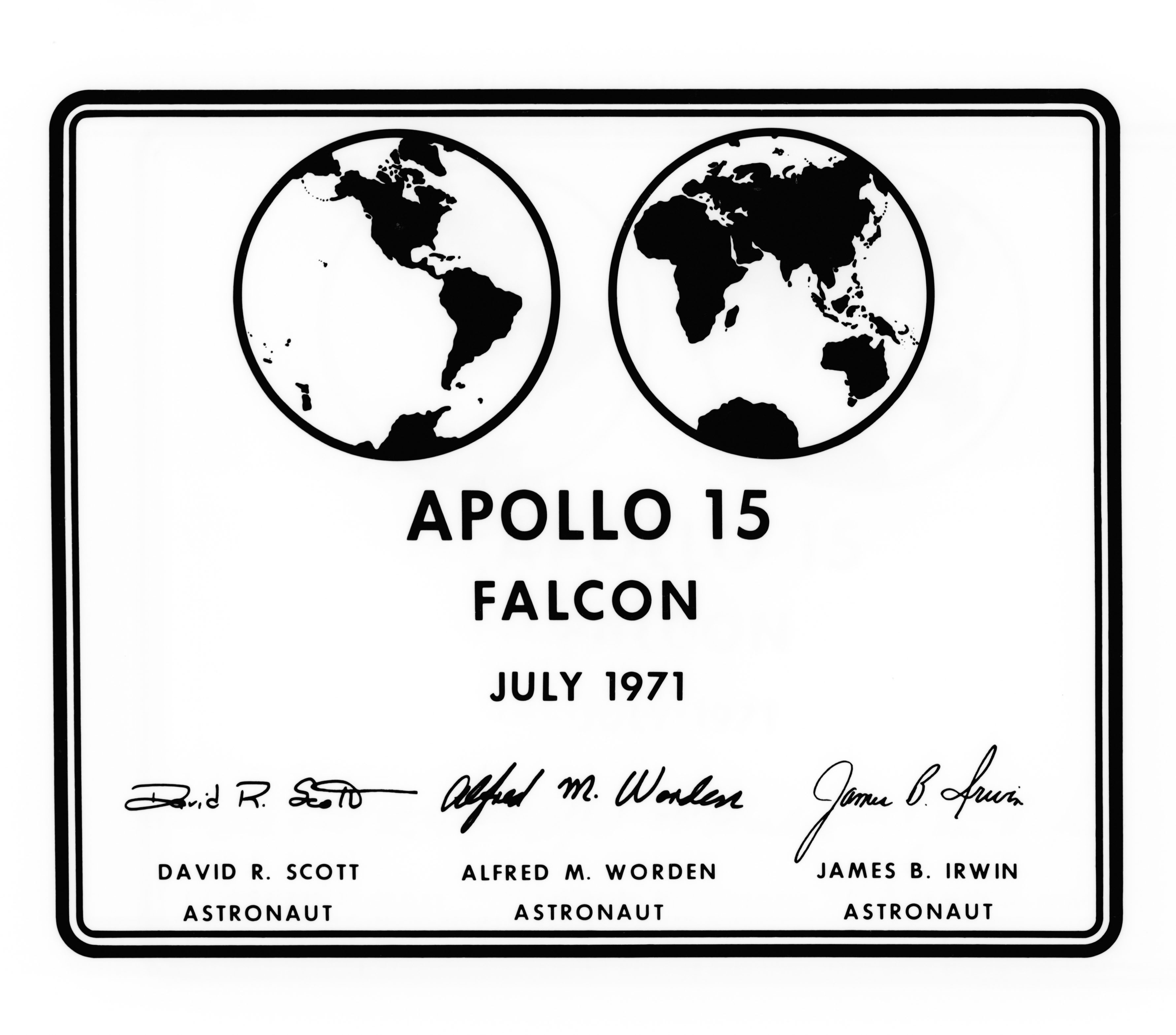
Apollo 15
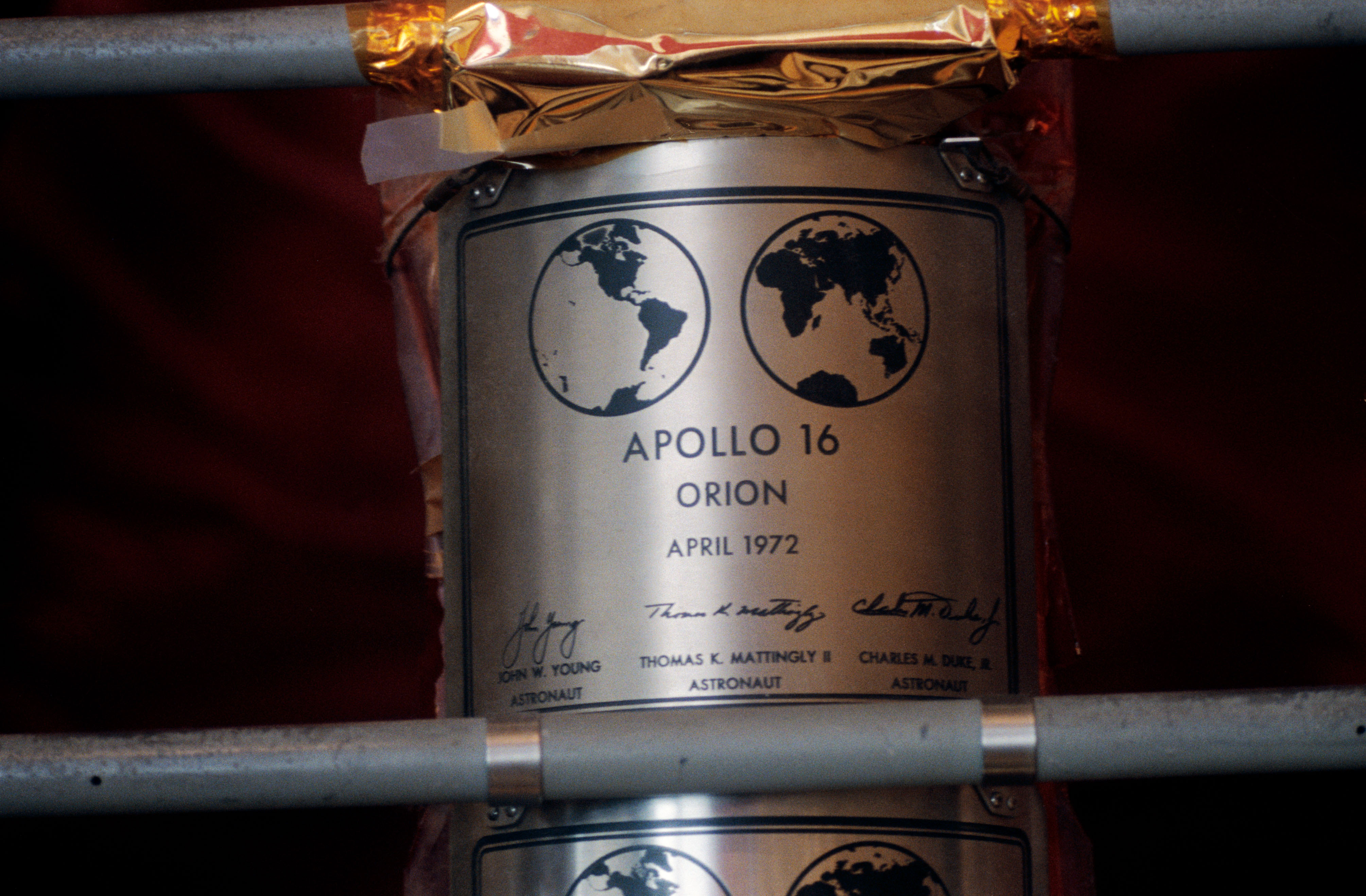
Apollo 16
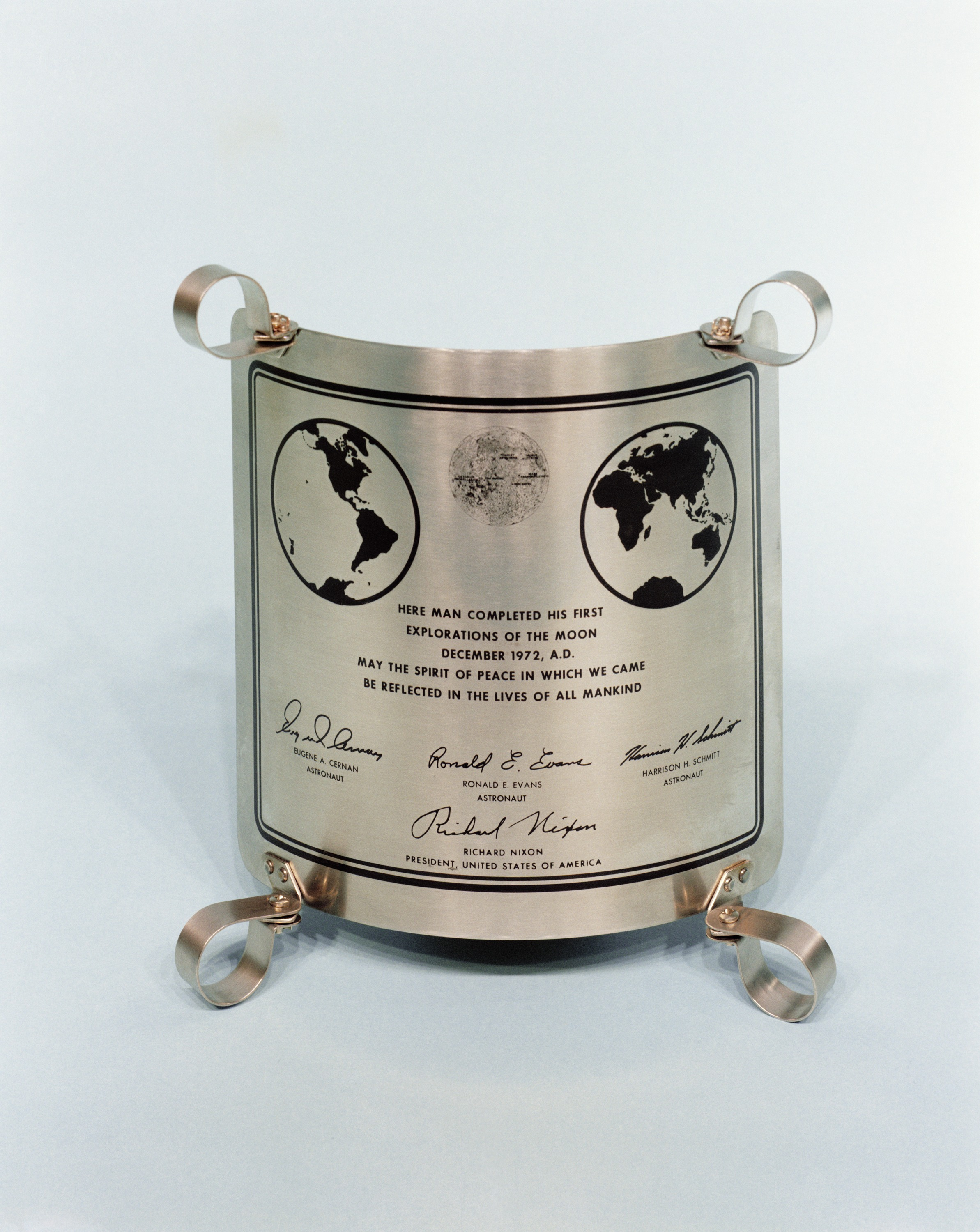
Apollo 17